# اچ‌ام‌اس اینکمپارابل
اچ‌ام‌اس اینکمپارابل (به انگلیسی: HMS Incomparable) یک کشتی است که طول آن ۱٬۰۰۰ فوت (۳۰۴٫۸ متر) می‌باشد.